# Urlați (okręg Vaslui)
Urlați – wieś w Rumunii, w okręgu Vaslui, w gminie Dimitrie Cantemir. W 2011 roku liczyła 290 mieszkańców.